# Hansjürgen Pohland
Hansjürgen Pohland (Alternativname Jason Pohland, * 4. Dezember 1934 in Berlin; † 17. Mai 2014 in Mandelieu-la-Napoule, Département Alpes-Maritimes, Frankreich) war ein deutscher Filmregisseur und -produzent.

## Leben
Mit 20 Jahren gründete Pohland seine eigene Produktionsgesellschaft und drehte in wenigen Jahren zahlreiche Kurzfilme, von denen einige als Auftragsarbeit für den Senat von Berlin entstanden. 1961 gab er mit Tobby sein Spielfilmdebüt. In den 1960er Jahren widmete er sich auch verstärkt der Tätigkeit als Filmproduzent und arbeitete unter anderem mit Herbert Vesely und Michael Pfleghar.
Seinen größten Erfolg hatte der Unterzeichner des Oberhausener Manifestes 1966 mit der Verfilmung der Novelle Katz und Maus von Günter Grass mit Wolfgang Neuss und Lars und Peter Brandt, den Söhnen von Willy Brandt, in den Hauptrollen.
Im Jahr 2012 setzte Pohland mit der Dokumentation Die Rebellen von Oberhausen seinen letzten Film um. 
Pohland starb während des Besuchs der Filmfestspiele von Cannes 2014 am Strand von Mandelieu-la-Napoule.

## Filmografie (Auswahl)
- 1956: Pferde – heute, gestern und morgen! (Kurzfilm)
- 1956: Kleine Welt in großer Stadt (Kurzfilm)
- 1956: Hunde – mit Liebe erzogen! (Kurzfilm)
- 1957: Was Du ererbt von Deinen Vätern (Kurzfilm)
- 1957: Ein Blick in die Max Reinhardt-Schule (Kurzfilm)
- 1958: Strom über Berge (Kurzfilm)
- 1958: Kinderkrippe (Kurzfilm)
- 1959: Strandfreuden für Erwachsene (Kurzfilm)
- 1959: Menschen beim Baden (Kurzfilm)
- 1959: Knigge im Wald (Kurzfilm)
- 1959: Ein Gesetz will helfen (Kurzfilm)
- 1959: Blech (Kurzfilm)
- 1960: Schatten (Kurzfilm)
- 1960: Mit 18 nach 18 (Kurzfilm)
- 1961: Tobby (Regie und Produktion)
- 1961: Brücke zur Sonne (Kurzfilm)
- 1961: Autos von morgen, Straßen von heute, Menschen von gestern (Kurzfilm)
- 1961: Das Brot der frühen Jahre (Regie: Herbert Vesely, nach dem gleichnamigen Roman von Heinrich Böll, mit Christian Doermer, Vera Tschechowa)
- 1962: Wenn ich Chef wäre (Kurzfilm)
- 1963: Die Tote von Beverly Hills (Regie: Michael Pfleghar, mit Klausjürgen Wussow, Wolfgang Neuss, Alice und Ellen Kessler)
- 1965: Serenade für zwei Spione (Regie: Michael Pfleghar, mit Hellmut Lange, Heidelinde Weis)
- 1966: Katz und Maus
- 1967: Dieser Mann und Deutschland (Regie zusammen mit Heinz von Cramer)
- 1967: Tamara (mit Hans Peter Hallwachs, Barbara Rütting)
- 1969: Auf Sch**ßer schießt man nicht (mit Ingrid van Bergen, Edgar Froese)
- 1969/1970: Laß uns knuspern, Mäuschen (Regie: Franz Josef Gottlieb, mit Karl Dall)
- 1970/1971: Love and Music (Alternativname: Rock Fieber, Dokumentarfilm über ein Popfestival in den Niederlanden mit u. a. Pink Floyd, Santana. Regie zusammen mit George Sluizer)
- 1971: Thing Fall Apart (nach dem gleichnamigen Roman von Chinua Achebe, mit John Sekka, Orlando Martins und Elizabeth Princess of Toro)
- 1975: Der zweite Frühling (Regie: Ulli Lommel, mit Curd Jürgens)
- 1977: Ausgerechnet Bananen (Regie: Ulli Lommel, mit Anna Karina, Ulli Lommel)
- 1980: Warum die UFOs unseren Salat klauen (Alternativname: Hallo, Checkpoint Charlie; mit Hildegard Knef und Curd Jürgens), auch Drehbuch
- 2012: Die Rebellen von Oberhausen, Dokumentation (Regie und Produktion)